# Henri Defossé
Pour les articles homonymes, voir Defossé.
Répertoire
Ballet, opéra
Henri Defossé, né à Nogent-sur-Seine le 28 mars 1883 et mort le 24 février 1956 dans le 10e arrondissement de Paris, est un chef d'orchestre, professeur, pianiste et compositeur français.

## Biographie
De son nom de naissance Henri Émile Jean-Baptiste, Henri Defossé (souvent orthographié Henry Defosse pendant sa carrière), est né à Nogent-sur-Seine. Élève de Gabriel Fauré, il compose un certain nombre de pièces pour piano dans sa jeunesse.
En 1907, il épouse la cantatrice Elisabeth Protopopova, avec qui il se produit dans des récitals de mélodies russes notamment.
À partir de 1918, il donne des cours de direction au Conservatoire de Paris. C'est à cette époque que Guillaume Apollinaire rédige le livret d'un opéra-bouffe, Casanova,,, achevé fin août et destiné à Defossé, qui en écrit la musique du premier acte, juste à la mort du poète de grippe espagnole qui fit échouer le projet. Picasso avait été pressenti pour les décors. En 1946, Francis Poulenc envisage de mettre le livret en musique, mais est vite oublié.
Defossé est le chef d'orchestre préféré de Diaghilev. Defossé mène les Ballets russes au Théâtre du Colisée de Londres en 1918 et l'année suivante quand l'ensemble de Diaghilev se produit au Théâtre de l’Alhambra toujours à Londres. Defosse et Ernest Ansermet, en sont les directeurs musicaux, jusqu'à ce qu'à la fin de la saison, Adrian Boult ne succède à Ansermet. Defosse dirige la première de La Boutique fantasque musique de Rossini, arrangée et orchestrée par Respighi, le 5 juin 1919 avec décors et costumes d'André Derain.
Dans les années 1920 Defossé continue à diriger l'orchestre des Ballets russes, et parallèlement à l'Opéra de Paris (1919–1926). Replaçant André Caplet au dernier moment, il y débute par la création à l'Opéra du Martyre de saint Sébastien le 17 juin 1922, avec Ida Rubinstein. Puis s'enchaînent les représentations de Boris Godounov (21 août 1922) et de La Khovanchtchina avec Chaliapine (5 juin 1924), les premières données par le chanteur russe. Ensuite se sera Brocéliande d'André Bloch (19 novembre 1925).
Il assure aussi la création du ballet de William Walton, The triumph of Neptune, écrit pour Diaghilev, au Lyceum Theatre de Londres le 3 décembre 1926, et celle du Fils prodigue, ballet de Prokofiev, avec des décors de Georges Rouault, par les Ballets russes à Paris, le 21 mai 1929.
Il enregistre, sur le label Odeon puis sous l'étiquette Columbia, essentiellement des accompagnements de pièces d'opéra, par exemple avec Germaine Lubin dans Wagner (1929), mais aussi, en juin 1927, à Londres, pour le label Edison Bell, Petrouchka, le ballet d'Igor Stravinsky, qu'il avait dirigé en 1919. Sa carrière semble se terminer dans les années 1930, mais il réapparaît à la fin des années 1930 en Algérie, où il dirige la société des concerts symphoniques (une dizaine de concerts par an), comme directeur du Conservatoire d'Alger et dès 1944, comme le chef d'orchestre de diffusions radiophoniques de Radio Alger.
Parmi ses élèves figurent Pierre Béguigné, Roger Pénau et Djemal Rechid Rey.
Henri Defossé repose au cimetière du Montparnasse.

## Œuvres
- Prélude pour piano en si-bémol mineur, op. 38 (Éd. moderne 1913 ; rééd. Alphonse Leduc) Dédié à Gabriel Fauré. (BNF 16602172)
- Légende pour harpe
- Le Rossignol, le Paon et la Rose. Poème de Roch Grey. Création aux concerts Lamoureux 11 décembre 1927
- Le boucher d'Alexandre (1947)

## Enregistrements
CD
- Mélodies de Letorey, La fontaine de Caraouet, et Schubert, Le tilleul - Georges Thill, ténor ; H. Defossé, piano (Georges Thill "Album du 80e Anniversaire" EMI Classics)
- Airs extraits de Samson et Dalila, Werther, Hérodiade, La Juive, Sigurd, Lohengrin et Siefried - René Verdiere, ténor (Malibran Music MR 531)

78 tours,
- Stravinsky, Petrouchka (juin 1927, 78 t Edison Bell X503 & X504)
- Verdi, Rigoletto : Ô doux nom, ô nom charmant - Eidé Norena, soprano (ca. 1928, 78 t Odeon 123636)
- Verdi, Il trovatore : Stride la vampa ! - Laure Tessandra, contralto (17 avril 1929, 78 t Odeon 188030)
- Saint-Saëns, Samson et Dalila : Mon cœur s'ouvre a ta voix - Laure Tessandra, contralto (17 mai 1929, 78 t Odeon 188030)
- Godard, La Vivandière : Viens avec nous petit - Laure Tessandra, contralto (17 mai 1929, 78 t Odeon 188657)
- Meyerbeer, Le Prophète : O mon fila - Laure Tessandra, contralto (4 juillet 1929, 78 t Odeon 188032)
- Meyerbeer, L'Africaine : Ô paradis - René Verdière, ténor (29 juillet 1929, 78 t Odeon 188033)
- Wagner, Die Walküre : Chanson de printemps - René Verdière, ténor (29 juillet 1929, 78 t Odeon 188034)
- Halevy, La Juive : Dieu, que ma voix tremblante - René Verdière, ténor (27 septembre 1929, 78 t Odeon 188034)
- Massenet, Hérodiade : Hérode, Hérode, ne me refuse pas - Laure Tessandra, contralto (27 septembre 1929, 78 t Odeon 188032)
- Verdi, Rigoletto : Pari siamo - Arthur Endrèze, baryton[17] (12 octobre 1929, 78 t Odeon)
- Massenet, Le roi de Lahore : Aux troupes du sultan... Promesse de mon avenir - Arthur Endrèze, baryton (Paris, Salle du Conservatoire, 30 novembre 1929, 78 t Odeon)
- Bizet, Les pêcheurs de perles : L'orage c'est calmé - Arthur Endrèze, baryton (Paris, Salle du Conservatoire, 30 novembre 1929, 78 t Odeon)
- Verdi, La traviata : Di Provenza il mar - Arthur Endrèze (Paris, Salle du Conservatoire, 30 novembre 1929, 78 t Odeon)
- Thomas, Hamlet : Dans son regard plus sombre - Laure Tessandra, contralto (10 décembre 1929, 78 t Odeon 188039)
- Thomas, Hamlet : Spectre infernal ! image vénérée, et La fatigue alourdit mes pas... Comme une pâle fleur - Arthur Endrèze, baryton (Paris, Salle du Conservatoire, 10 décembre 1929, 78 t Odeon)
- Wagner, Tristan und Isolde : Liebestod - Germaine Lubin, soprano (19 décembre 1929, 78 t Odeon 188969)
- Wagner, Tristan und Isolde : Doux et calme - Germaine Lubin, soprano (1930, 78 t Odeon 188696)
- Wagner, Lohengrin : Einsam in trüben Tagen - Germaine Lubin, soprano (1929, Odeon 123613)
- Wagner, Tannhäuser : Dich, teure Halle - Germaine Lubin, soprano (1929, Odeon 123684)
- Wagner, Die Walküre : Drapé dans une cape noire [Der Manner Sippe], Siegmund suis-je [Siegmund heiss ich], et Heure d’angoisse - Germaine Lubin, soprano ; René Verdière, ténor (1929, 78 t Odeon)
- Wagner, Götterdämmerung : Starke Scheite - Germaine Lubin, soprano (1929, 78 t Odeon)
- Wagner, Gotterdammerung : Scène d'immolation - Germaine Lubin, soprano (78 t Odeon)
- Rossini, Guillaume Tell : Asile héréditaire - René Verdière, ténor (21 janvier 1930, 78 t Odeon 188041)
- Rossini, Guillaume Tell : Sombre forêt - Eidé Norena, soprano (1930, Odeon 188 794)
- Wagner, Siegfried : Dès l'origine jusqu'à cette heure [Ewig war ich, ewig bin ich] - Germaine Lubin, soprano ; Orchestre Alessandro Scarlatti (4 février 1930, 78 t Odeon)
- Verdi, Otello : Ora per sempre - René Verdière, ténor (9 avril 1930, 78 t Odeon 188044)
- Puccini, Tosca : D’art et d’amour - Germaine Lubin, soprano (12 mai 1930, 78 t Odeon)
- Reyer, Sigurd : Salut, splendeur du jour - Germaine Lubin, soprano (16 mai 1930, 78 t Odeon 188724)
- Weber, Der Freischütz : Durch die Walder - René Verdière, ténor (11 juin 1930, 78 t Odeon 188062)
- Massenet, Hérodiade : Salome, demande au prisonnier - Arthur Endrèze, baryton (21 juillet 1930, 78 Odeon)
- Massenet, Thaïs : Voilà donc la terrible cité - Arthur Endrèze, baryton (21 juillet 1930, 78 Odeon)
- Emile Paladilhe, Patrie : Pauvre martyr obscur - Arthur Endrèze, baryton (21 juillet 1930, 78 Odeon)
- Eugeno Diaz de la Peña, Benvenuto : De l'art, splendeur immortelle - Arthur Endrèze, baryton (21 juillet 1930, 78 Odeon)
- Puccini, La Bohème - Arthur Endrèze, baryton (25 septembre 1930, 78 t Odeon 188763)
- Gounod, Roméo et Juliette : Mab, la reine des mensonges - Arthur Endrèze, baryton (25 septembre 1930, 78 t Odeon 188763) (22 octobre 1930, 78 t Odeon)
- Massenet, Hérodiade : Vision fugitive - Arthur Endrèze, baryton (22 octobre 1930, 78 t Odeon)
- Franck, Nocturne - Arthur Endrèze, baryton (22 octobre 1930, 78 t Odeon)
- Moussorgski, Boris Godounov : Oh ! J'étouffais - André Pernet, basse (23 octobre 1930, 78 Odeon)
- Isadore De Lara, Rondel de l'adieu - Arthur Endrèze, baryton (28 octobre 193 078 t Odeon)
- Franck, La procession, M 88 (extraits) - Arthur Endrèze, baryton (24 décembre 1930, 78 t Odeon)
- Verdi, Rigoletto : Cortigiani, vil razza dannata - Arthur Endrèze, baryton (24 décembre 1930, 78 t Odeon)
- Isadore De Lara, Messaline : O nuit d'amour - Arthur Endrèze, baryton (29 avril 1931, 78 t Odeon)
- Les très riches heures de l'Opéra de Paris, 1925-1935 vol. III (1925–33, LP CBS, pub. ca. 1979) (OCLC 11078766)